# Danh sách website cung cấp video giáo dục
Đây là một danh sách các trang mạng đáng chú ý mà một trong những chức năng chính của chúng là việc giúp tiếp cận những đoạn video mang tính giáo dục.
| Tên                                                                  | Môn ngành          | Mô tả | Chi phí truy cập                      | Ngôn ngữ   | Giấy phép                                                           | Nhà cung cấp                                                         |
| -------------------------------------------------------------------- | ------------------ | --- | ------------------------------------- | ---------- | ------------------------------------------------------------------- | -------------------------------------------------------------------- |
| 60second Recap                                                       | Văn học            | Video giáo dục | Miễn phí                              | Tiếng Anh  | ?                                                                   | 60secondcap                                                          |
| Academic Earth                                                       | Đa ngành           | Các bài giảng từ các trường đại học | Miễn phí                              | Tiếng Anh  | ?                                                                   | Academic Earth                                                       |
| Coursera                                                             | Đa ngành           | Cung cấp các khóa học với các bài giảng, bài trắc nghiệm và bài thi kiểm tra được cung cấp bởi các trường đại học. Chứng chỉ được cung cấp bởi các trường đại học tương ứng khi hoàn tất thành công một khóa học                       | Miễn phí                              | Tiếng Anh  | ?                                                                   | Coursera                                                             |
| Edventis                                                             | Đa ngành           | Các bài giảng video cấu trúc theo chủ đề | Miễn phí                              | Tiếng Anh  | ?                                                                   | Edventis.com                                                         |
| FORA.tv                                                              | Đa ngành           | Cung cấp các video học thuật | Miễn phí/Thuê bao                     | Tiếng Anh  | ?                                                                   | FORA.tv                                                              |
| Gresham College                                                      | Đa ngành           | Học viện có tiếng tăm về "các bài giảng miễn phí công khai", tổ chức nhiều bài giảng trực tuyến. | Miễn phí                              | Tiếng Anh  | ?                                                                   | Gresham College                                                      |
| ITunes Store                                                         | Đa ngành           | Các bài giảng từ các trường đại học | Miễn phí (yêu cầu có phần mềm ITunes) | Tiếng Anh  | ?                                                                   | Apple Inc.                                                           |
| Khan Academy                                                         | Đa ngành           | Các bài giảng video | Miễn phí                              | Tiếng Anh  | Giấy phép Creative Commons Ghi công-Phi thương mại-Chia sẻ tương tự | Khan Academy                                                         |
| Kiến Học Lưu trữ ngày 9 tháng 5 năm 2018 tại Wayback Machine         | Đa ngành           | Việt hóa các khóa học mở của các đại học quốc tế khác như Harvard, MIT, Yale, TU Delft... | Miễn phí                              | Tiếng Việt | Đa phần Giấy phép Creative Commons                                  | Kiến Học Lưu trữ ngày 1 tháng 6 năm 2016 tại Wayback Machine         |
| Lesson Planet                                                        | Đa ngành           | Video đã được các học giả có chứng chỉ liên quan xem xét | Miễn phí/Thuê bao                     | Tiếng Anh  | ?                                                                   | Lesson Planet                                                        |
| MIT World                                                            | Đa ngành           | Videos | Miễn phí                              | Tiếng Anh  | ?                                                                   | Viện Công nghệ Massachusetts                                         |
| ResearchChannel                                                      | Đa ngành           | Đài truyền hình giáo dục có hiện diện trên Internet được tài trợ bởi Đại học Washington đến năm 2010 (không còn hoạt động) | Miễn phí                              | Tiếng Anh  | ?                                                                   | University of Washington (nguyên)                                    |
| Royal Society for the encouragement of Arts, Manufactures & Commerce | Đa ngành           | Video từ các sự kiện của RSA | Miễn phí                              | Tiếng Anh  | ?                                                                   | Royal Society for the encouragement of Arts, Manufactures & Commerce |
| SchoolTube                                                           | Đa ngành           | Videos | Miễn phí/Thuê bao                     | Tiếng Anh  | ?                                                                   | SchoolTube                                                           |
| ScienceStage                                                         | Đa ngành           | Một cổng đa phương tiện toàn cầu, định hướng khoa học chuyên về truyền hình trực tuyến. Nhằm mục đích hỗ trợ thông tin liên lạc giữa các nhà khoa học, các học giả, các nhà nghiên cứu trong các ngành công nghiệp, và các chuyên gia. | Miễn phí                              | Tiếng Anh  | ?                                                                   | ScienceStage                                                         |
| TeacherTube                                                          | Đa ngành           | Cung cấp các video học thuật | Miễn phí                              | Tiếng Anh  | ?                                                                   | TeacherTube                                                          |
| Teaching Channel                                                     | Đa ngành, Giáo dục | Video nhấn mạnh giảng dạy các ứng dụng trong một loạt các đề tài | Miễn phí/Thuê bao                     | Tiếng Anh  | ?                                                                   | Teaching Channel                                                     |
| TED (hội thảo)                                                       | Đa ngành           | Quy tụ các nhà tiên phong trong nhiều lĩnh vực khác nhau. Trình bày được giới hạn tối đa 20 phút. | Miễn phí                              | Tiếng Anh  | Giấy phép Creative Commons                                          | TED (hội thảo)                                                       |
| UCTV (University of California)                                      | Đa ngành           | Các video và Podcast | Miễn phí                              | Tiếng Anh  | ?                                                                   | Đại học California                                                   |
| VideoLectures.NET                                                    | Đa ngành           | Cung cấp kho bài giảng video giáo dục. Từng đoạt giải thưởng. | Miễn phí                              | Tiếng Anh  | ?                                                                   | VideoLectures.NET                                                    |
| YouTube                                                              | Đa ngành           | Video được tải lên bởi các trường đại học được công nhận | Miễn phí                              | Tiếng Anh  | ?                                                                   | YouTube                                                              |
| Pedago                                                               | Đa ngành           | Học tập tương tác | Miễn phí                              | Tiếng Anh  | ?                                                                   | Pedago                                                               |